# Фредериксхавн
Фредериксхавн (дан. Frederikshavn) је значајан град у Данској, у северном делу државе. Град је у оквиру покрајине Северна Данска, где са околним насељима чини једну од општина, општину Фредериксхавн. Фредериксхавн има око 23 хиљаде становника у граду и око 62 хиљаде у ширем градском подручју.

## Природни услови
Фредериксхавн се налази у северном делу Данске. Од главног града Копенхагена, град је удаљен 480 километара северозападно.
Рељеф: Град Фредериксхавн се налази у источном делу најсевернијег данског острва Вендсисел. Градско подручје је равничарско. Надморска висина средишта града креће се од 0 до 25 метара.
Клима: Клима у Фредериксхавну је умерено континентална са утицајем Атлантика и Голфске струје.
Воде: Фредериксхавн се образовао на обали Скагерака, дела Северног мора. Град је одувек био пристаниште, на шта упућује и његов назив.

## Историја
Подручје Фредериксхавна било је насељено још у доба праисторије. Данашње насеље први пут се спомиње у средњем веку, али није имало већи значај. Тек у 17. веку, са јачањем стратешког положаја насеља, овде се гради моћна тврђава. Насеље је 1818. године добио градска права и променио је име из Флатстрад у Фредериксхавн, по тадашњем данском краљу.
И поред петогодишње окупације Данске (1940-45.) од стране Трећег рајха Фредериксхавн и његово становништво нису много страдали.

## Становништво
Данас Фредериксхавн има око 23 хиљаде у градским границама и око 62 хиљаде са околним насељима.
Етнички састав: Становништво Фредериксхавна је до пре пар деценија било било готово искључиво етнички данско. И данас су етнички Данци значајна већина, али мали део становништва су скорашњи усељеници.

## Збирка слика
- Поглед на Фредериксхавн
- Главна градска црква
- Савремено здање градске куће
- Једна од градских плажа